# جوزيف ستريكلاند
جوزيف ستريكلاند (بالإنجليزية: Joseph Strickland)‏ هو كاهن كاثوليكي أمريكي، ولد في 31 أكتوبر 1958 في فريدريكسبورغ في الولايات المتحدة.